# Petit Torneo 2016 (Catamarca)
El Petit Torneo 2016, organizado por la Liga Catamarqueña de Fútbol. Es un torneo en el que participaron los 4 equipos mejores posicionados en la Tabla Conjunta de la temporada, por sistema de eliminación directa, a un solo juego.
El ganador se clasificó al Torneo Federal C 2017.

## Formato
- Participan 4 equipos
- Se disputa por el sistema de eliminación directa
- Si hay empate en los 90 minutos de juego, se define mediante los penales.
- Los ganadores de semifinales avanzan a la Final.
- El ganador de la Final se consagrará campeón y obtendrá la segunda plaza al Torneo Federal C 2016.

## Equipos participantes
| # | Equipo                                              |
| - | --------------------------------------------------- |
| 1 | Club Atlético Defensores del Norte                  |
| 2 | Club Atlético Estudiantes de La Tablada             |
| 3 | Club Sportivo Ferrocarriles del Estado de Chumbicha |
| 4 | Club Atlético Sarmiento                             |

## Competición

### Cuadro de desarrollo
|  | Semifinales               | Semifinales               | Semifinales               |                           |                      | Final                | Final | Final |  |
|  |                           |                           |                           |                           |                      |                      |       |       |  |
|  |                           |                           |                           |                           |                      |                      |       |       |  |
|  | Defensores del Norte      | Defensores del Norte      | 3                         |                           |                      |                      |       |       |  |
|  | Defensores del Norte      | Defensores del Norte      | 3                         |                           |                      |                      |       |       |  |
|  | Sarmiento                 | Sarmiento                 | 0                         |                           |                      |                      |       |       |  |
|  | Sarmiento                 | Sarmiento                 | 0                         |                           | Defensores del Norte | Defensores del Norte | 5     |       |  |
|  |                           |                           |                           |                           | Defensores del Norte | Defensores del Norte | 5     |       |  |
|  |                           |                           | Ferrocarriles (Chumbicha) | Ferrocarriles (Chumbicha) | 1                    |                      |       |       |  |
|  | Ferrocarriles (Chumbicha) | Ferrocarriles (Chumbicha) | Ferrocarriles (Chumbicha) | Ferrocarriles (Chumbicha) | 1                    | 2                    |       |       |  |
|  | Ferrocarriles (Chumbicha) | Ferrocarriles (Chumbicha) |                           |                           |                      | 2                    |       |       |  |
|  | Estudiantes de La Tablada | Estudiantes de La Tablada | 1                         |                           |                      |                      |       |       |  |
|  | Estudiantes de La Tablada | Estudiantes de La Tablada | 1                         |                           |                      |                      |       |       |  |
|  |                           |                           |                           |                           |                      |                      |       |       |  |

### Semifinales
| 1 de diciembre, 17:30 | Defensores del Norte                  | 3 - 0   | Sarmiento | Malvinas Argentinas, San Fernando del Valle de Catamarca |                             |
|                       | Darío Sosa 40' 49' · Kevin Medina 88' | Reporte |           | Árbitro(s): Jerónimo Toledo                              | Árbitro(s): Jerónimo Toledo |

| 1 de diciembre, 15:30 | Ferrocarriles                           | 2 - 1   | Estudiantes        | Malvinas Argentinas, San Fernando del Valle de Catamarca |                         |
|                       | Walter Romero 29' · Gerardo Reartes 51' | Reporte | 76' Iván Vidaurría | Árbitro(s): Juan Rivero                                  | Árbitro(s): Juan Rivero |

### Final
| 4 de diciembre, 17:00 | Defensores del Norte                                                                       | 5 - 1   | Ferrocarriles     | Malvinas Argentinas, San Fernando del Valle de Catamarca |                         |
|                       | Darío Sosa 21' · Rodrigo Cativa 26' · Mayco Coronel 45' · Enzo Moya 65' · Kevin Medina 86' | Reporte | 17' Leonel Romero | Árbitro(s): Omar Vaquel                                  | Árbitro(s): Omar Vaquel |

|                                               |
| Club Atlético Defensores del Norte 12° título |
| Campeón Petit Torneo 2016                     |

## Estadísticas

### Goleadores
| Jugador         | Equipo               | Goles |
| --------------- | -------------------- | ----- |
| Darío Sosa      | Defensores del Norte | 3     |
| Kevin Medina    | Defensores del Norte | 2     |
| Enzo Moya       | Defensores del Norte | 1     |
| Gerardo Reartes | Ferrocarriles        | 1     |
| Iván Vidaurría  | Estudiantes          | 1     |
| Leonel Romero   | Ferrocarriles        | 1     |
| Mayco Coronel   | Defensores del Norte | 1     |
| Rodrigo Cativa  | Defensores del Norte | 1     |
| Walter Romero   | Ferrocarriles        | 1     |